# Франко Фода
Франко Фода (нім. Franco Foda, нар. 23 квітня 1966, Майнц) — німецький футболіст італійського походження, що грав на позиції захисника. Після завершення ігрової кар'єри — тренер. З 2017 року очолює тренерський штаб збірної Австрії.
Виступав, зокрема, за клуби «Кайзерслаутерн» та «Штурм» (Грац), а також національну збірну ФРН.

## Клубна кар'єра
Народився 23 квітня 1966 року в місті Майнц. Вихованець футбольної школи клубу «Майнц 05», з якої 1981 року перейшов до академії «Кайзерслаутерна».
15 жовтня 1983 року Фода дебютував за «Кайзерслаутерн» у Бундеслізі в програному (0:4) матчі проти «Айнтрахта» (Брауншвейг) і загалом у тому сезоні взяв участь у 3 матчах чемпіонату.
Улітку 1984 року захисник перейшов до «Армінії» (Білефельд), де став основним гравцем і 16 лютого 1985 року в грі проти дортмундської «Борусії» (3:0), він забив свій перший гол в Бундеслізі. Утім, за підсумками сезону 1984/85 клуб посів 16 місце і вилетів до Другої Бундесліги, де зіграв лише 9 ігор та забив 4 голи і вже у вересні повернувся до елітного дивізіону, ставши гравцем «Саарбрюкена». Утім, і з цією командою Фода у сезоні 1985/86 вилетів до Другої Бундесліги, у якій і провів з клубом наступний сезон.
У 1987 році Фода повернувся в «Кайзерслаутерн». Цього разу відіграв за кайзерслаутернський клуб наступні три сезони своєї ігрової кар'єри. Більшість часу, проведеного у складі «Кайзерслаутерна», був основним гравцем захисту команди і у сезоні 1989/90 виборов з командою титул володаря Кубка ФРН.
1990 року уклав контракт з клубом «Баєр 04», у складі якого провів наступні чотири роки своєї кар'єри гравця. Граючи у складі «Баєра», також здебільшого виходив на поле в основному складі команди. За цей час додав до переліку своїх трофеїв ще один титул володаря Кубка Німеччини у сезоні 1992/93.
З 1994 року два з половиною сезони захищав кольори клубу «Штутгарт». Тренерським штабом нового клубу також розглядався як гравець «основи» упродовж перших двох сезонів, але у третьому втратив місце у стартовому складі. Загалом за кар'єру Фода провів 321 матч німецької Бундесліги і забив 20 голів.
На початку 1997 року Фода приєднався до швейцарського «Базеля», де дограв сезон, а вже влітку перейшов до австрійського клубу «Штурм» (Грац), за який відіграв 4 сезони. У 1998 році разом із клубом він виграв чемпіонат Австрії, а наступного року знову виграв чемпіонат, а також Кубок та Суперкубок Австрії. Завершив професійну кар'єру футболіста виступами за команду «Штурм» (Грац) у 2001 році.

## Виступи за збірну
12 грудня 1987 року дебютував в офіційних матчах у складі національної збірної ФРН у товариській грі проти Бразилії (1:1), а за чотири дні провів свій другий і останній матч за збірну в зустрічі проти Аргентини (0:1).

## Кар'єра тренера

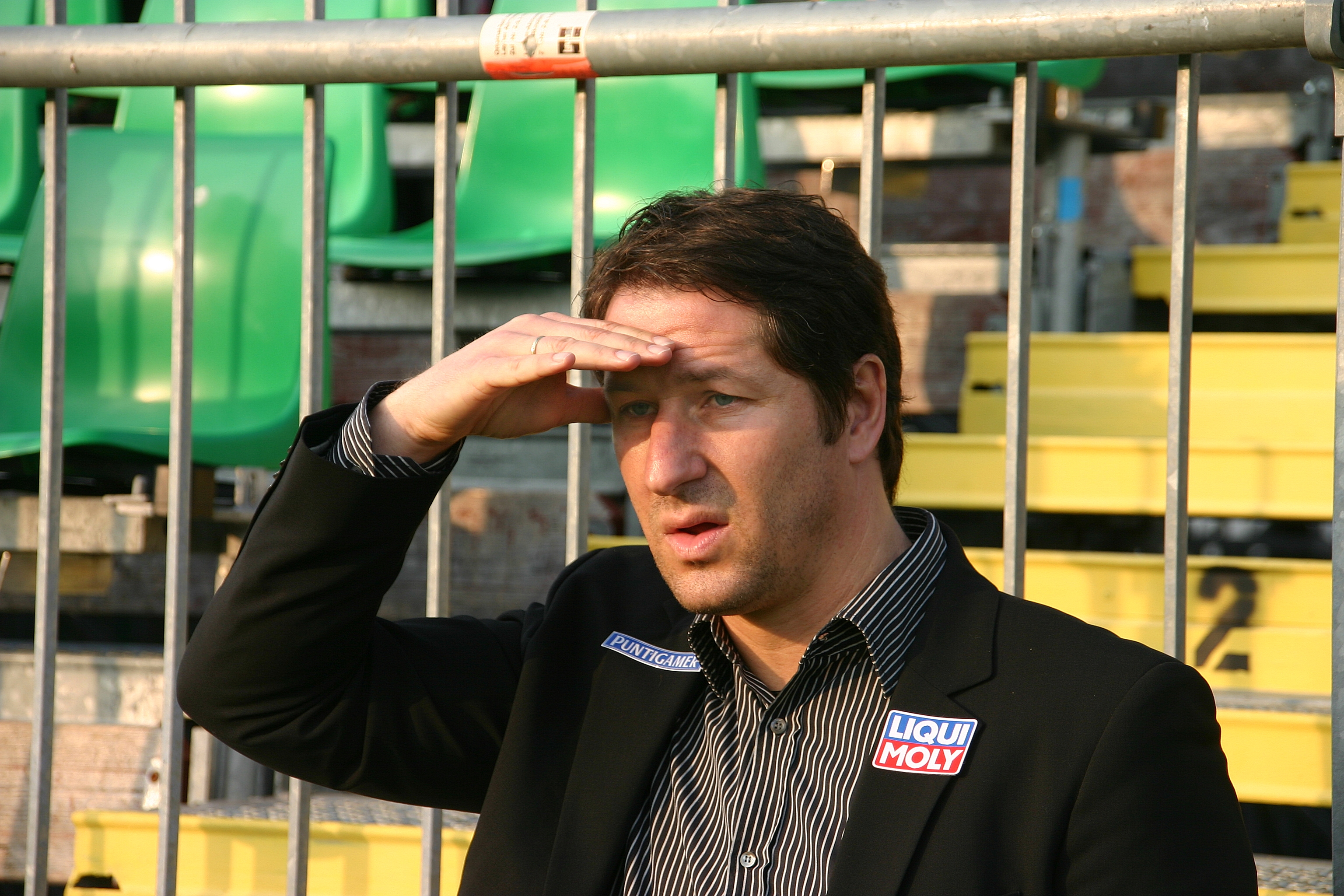
Франко Фода як тренер «Штурма» (Грац). 2009 рік.

Після завершення кар'єри гравця 2001 року Фода залишився у «Штурмі» (Грац), очоливши резервну команду, де пропрацював з 2001 по 2002 рік. Далі обіймав посаду асистента головного тренера першої команди, а після виходу Івиці Осима у вересні 2002 року по листопад 2002 року Фода став головним тренером першої команди і залишався на посаді до приходу Жильбера Гресса 4 червня 2003 року. Надалі Фода знову став тренувати дубль.
1 червня 2006 року Фода знову став головним тренером «Граца». Під керівництвом Фоди «Штурм» виграв чемпіонат Австрії 2010/11 та Кубок Австрії у сезоні 2009/10. Фода покинув пост головного тренера 12 квітня 2012 року після того, як «Штурм» вилетів з Кубка Австрії.
22 травня 2012 року Фода був призначений головним тренером «Кайзерслаутерна», який вилетів до Другої Бундесліги після двох сезонів у елітному дивізіоні. Втім німецькому спеціалісту не вдалося з першої спроби повернути клуб до вищого дивізіону і 29 серпня 2013 року Фода був звільнений з посади головного тренера.
30 вересня 2014 року Фода втретє у кар'єрі повернувся на посаду головного тренера «Штурма», у якому пропрацював 3 роки.
У жовтні 2017 року стало відомо, що з початку 2018 року Фода стане головним тренером збірної Австрії. Однак за згодою «Штурма» він завчасно покинув клубну роботу і вже в листопаді дебютував як головний тренер збірної в товариській грі з Уругваєм (2:1). Під керівництвом Фоди Австрія вийшла на чемпіонат Європи 2020 року.

## Титули і досягнення
| - Володар Кубка ФРН (2): «Кайзерслаутерн»: 1989/90 «Баєр 04»: 1992/93 - Чемпіон Австрії (2): «Штурм» (Грац): 1997/98, 1998/99 - Володар Кубка Австрії (1): «Штурм» (Грац): 1998/99 - Володар Суперкубка Австрії (1): «Штурм» (Грац): 1999 | - Чемпіон Австрії (1): «Штурм» (Грац): 2010/11 - Володар Кубка Австрії (1): «Штурм» (Грац): 2009/10 - Володар Кубка Інтертото (1): «Штурм» (Грац): 2008 |

## Особисте життя
Народився в сім'ї німкені з Майнца та італійця з Венеції. До семи років був громадянином Італії. Одружений, має двох синів, один з яких, Сандро, також став футболістом і грав за «Штурм» (Грац), коли його тренував батько.